# L’Amour à la folie
L'Amour à la folie (Amar hasta la locura). Es una escultura de Jean-Baptiste Carpeaux de 1869, a partir del grupo escultórico La Danza  en la Ópera Garnier, París, obra que realizó por encargo el arquitecto Charles Garnier.
En la actualidad, el Museo Soumaya guarda una versión en terracota, y una de las originales múltiples en bronce, esto último significa que de esta obra podemos encontrar una serie de reproducciones alrededor del mundo, hechas a partir del molde original de Carpeaux.

## Historia
Originalmente era parte del conjunto escultórico La Danza , que tenía como fin decorar la fachada de la Ópera Garnier. 

En 1869, debido a una profunda crisis económica,  el artista decide darle una existencia independiente como obra; se puede decir que de esta obra hay dos versiones, L'amour à la folie  y Génie de la Danse, en la que cupido aparece a los pies del genio.

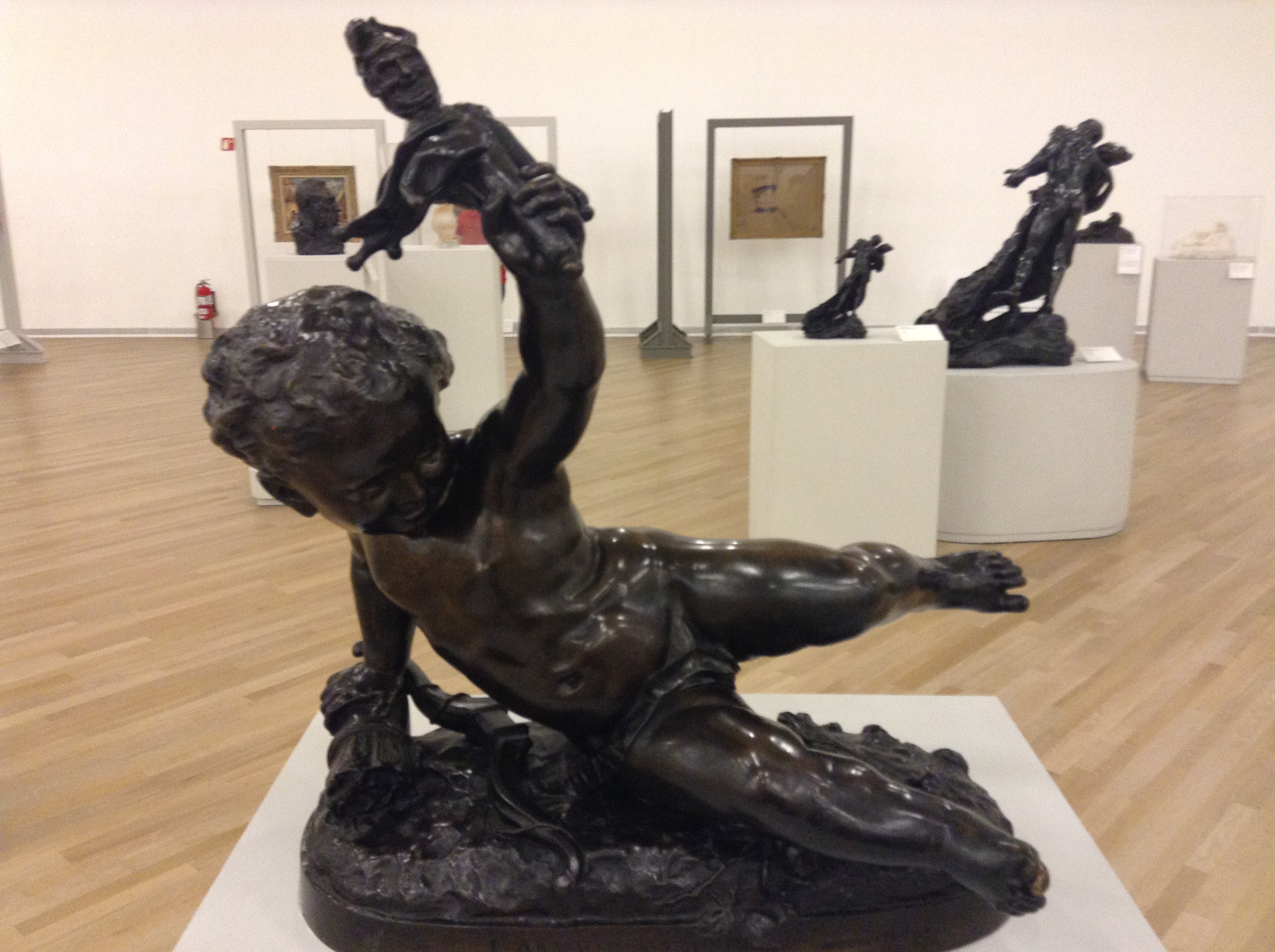
L'amour à la folie, bronce con patina café oscuro y café (Copia perteneciente al Museo Soumaya

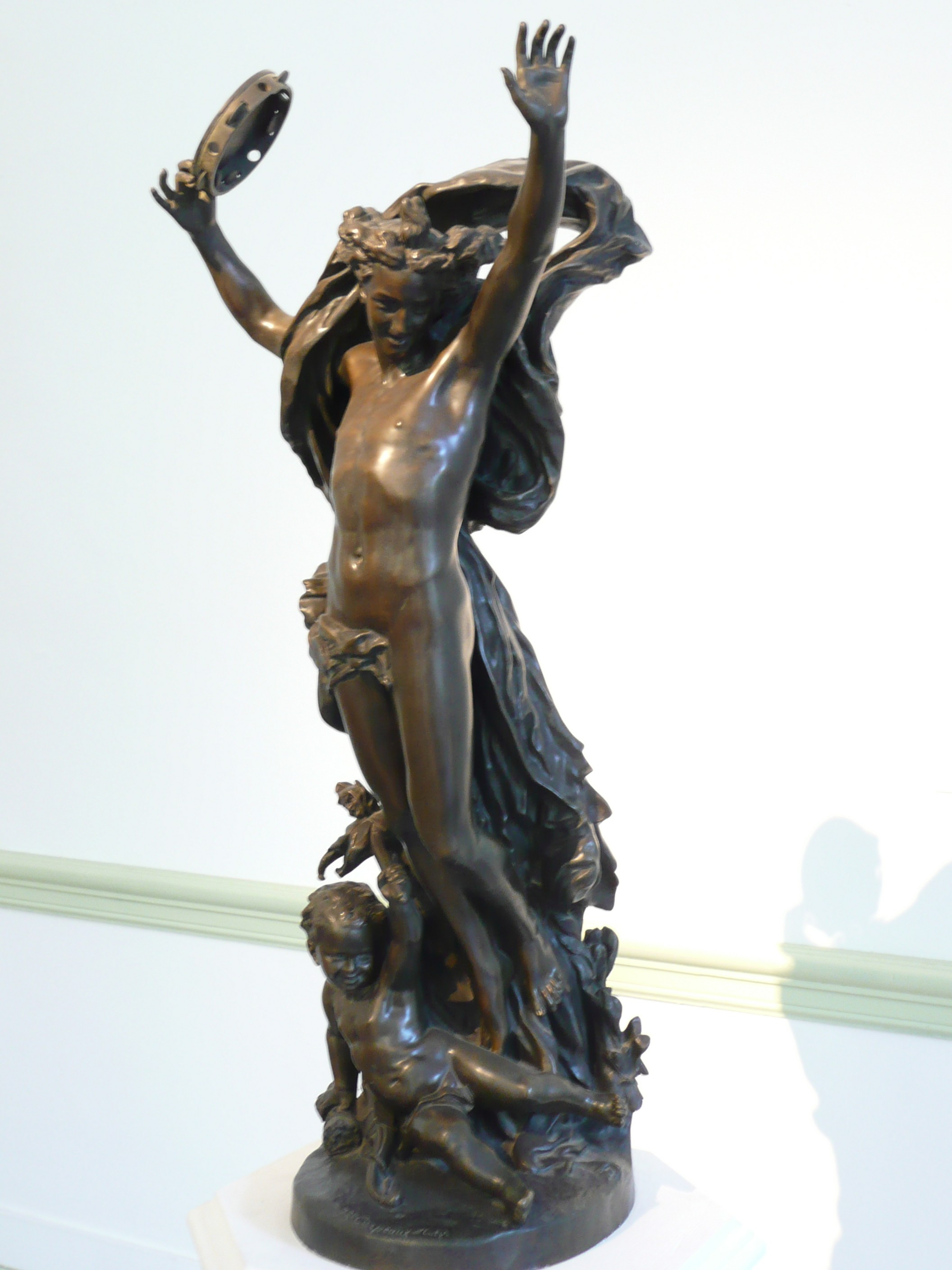
Génie de la Danse.

El autor decidió mantener la postura original de Cupido/Eros, y explorar aquellas partes que quedaban cubiertas por el 'genio de la danza'.
Al ser separada del conjunto escultórico original, el significado de la obra cambió. La interpretación que se da de ella es que se trata de como el amor incita a la locura, ya que en la obra se puede ver cómo Cupido alza con la mano izquierda un títere como la representación de la locura. 

Fue una obra de gran popularidad, esto es visible en las cartas del escritor norteamericano Henry James al diario New York Tribune de 1875:

Las ventanas de las tiendas están ahora llenas de reproducciones de sus [de Carpeaux] figuras y bustos. Son las más modernas en toda la escultura 

Si bien es cierto que en el contenido global de esta carta, Henry James cuestiona al arte de Carpeaux, también es cierto que nos deja en la literatura un testimonio sobre la presencia de las obras de Carpeaux en la vida cotidiana de París de aquellos años, y el impacto que tuvieron en la apreciación estética de la época.

## Copias de L’Amour à la folie alrededor del mundo

### América
- Ciudad de México,  México, Museo Soumaya

### Europa
- Lisboa,  Portugal, Museo Calouste Gulbenkian[4]

- París,  Francia, Museo de Orsay[5]